# Plants vs. Zombies 2: It's About Time
Plants vs. Zombies 2: It's About Time är ett fritt Tower defense-spel utvecklat av PopCap Games som släpptes i augusti 2013 som en uppföljare till Plants vs. Zombies.
Spelet går ut på att skydda ditt hus från attackerande zombies som hungrar efter hjärnor. Spelaren disponerar över ett stort urval av växter, vilka är till för att försvara huset. Spelet har fått goda recensioner för sin design och har laddats ner från App Store mer än 25 miljoner gånger.